# Chrząstowice (województwo opolskie)
Chrząstowice (dodatkowa nazwa w j. niem. Chronstau) – wieś w Polsce, położona w województwie opolskim, w powiecie opolskim, w gminie Chrząstowice, siedziba gminy.  

## Toponimia
Nazwa miejscowości pochodzi od imienia Chrząst. 19 maja 1936 r. w miejsce nazwy Chronstau wprowadzono nazwę Kranst. 12 listopada 1946 r. nadano miejscowości polską nazwę Chrząstowice.

## Historia
Najstarsze znane wzmianki o miejscowości pod nazwą Chranstowitz pochodzą z 1259 roku, a lokacja miejscowości odbyła się na prawie zachodnim w pierwszej połowie XIII w. W XVIII w. mieszkańcy Chrząstowic pracowali w ramach feudalnych powinności w hucie w Ozimku, a od 1779 r. zobowiązani byli również do zwożenia rudy z Tarnowskich Gór do Ozimka. Chrząstowice w XVIII i XIX w. uległy silnemu rozwarstwieniu, a wśród ich mieszkańców ogromną przewagę mieli Polacy. Miejscowość była silnym ośrodkiem życia polskiego.
Do głosowania podczas plebiscytu uprawnionych było w Chrząstowicach 466 osób, z czego 433, ok. 92,9%, stanowili mieszkańcy (w tym 432, ok. 92,7% całości, mieszkańcy urodzeni w miejscowości). Oddano 462 głosy (ok. 99,1% uprawnionych), w tym 459 (ok. 99,4%) ważnych; za Polską głosowało 248 osób (ok. 53,7%), a za Niemcami 211 osób (ok. 45,7%). Wielu mieszkańców miejscowości wzięło udział w III powstaniu śląskim.
W latach 1954–1972 wieś należała i była siedzibą władz gromady Chrząstowice. 

### Demografia
| Rok                | 1933 | 1939 | 2009 |
| Liczba mieszkańców | 901  | 1057 | 1281 |

(Źródła:)

## Herb miejscowości
Czarny pień lipy o mocnym i szerokim ukorzenieniu z mocno rozgałęzioną i uliścioną koroną w błękitnym polu tarczy. W środku pnia pionowa dziupla otwarta od górnej strony, w niej czerwony kościół gotycki z czarnym krzyżem. Pień drzewa, liście i konary w złotym okonturowaniu.

## Administracja
| Część miejscowości | SIMC | Status prawny                           | Forma dopełniaczowa | Forma przymiotnikowa | Współrzędne | Nazwa niemiecka |
| ------------------ | ---- | --------------------------------------- | ------------------- | -------------------- | ----------- | --------------- |
| Modliszowice       |      | nadana 1 października 1948 r./zniesiona | Modliszowic         | modliszowicki        |             | Felixhäuser     |

## Ludzie związani z Chrząstowicami
- Kocot Benedykt (ur. w Chrząstowicach) – polski kolarz szosowy.